# Prosper Grésy
Pour les articles homonymes, voir Grésy.
Prosper Joseph Grésy, né à Boulogne-sur-Mer le 15 juin 1801 (26 prairial an IX) et mort à Nice le 24 mai 1874, est un peintre français.

## Biographie
Prosper Grésy est un fonctionnaire de l'administration des Domaines. Il commence sa carrière dans le Pas-de-Calais, puis est nommé à Arles, ensuite dans le Vaucluse, pour terminer sa carrière comme directeur à Marseille.
Parallèlement, il pratique l'art de la peinture et rencontre Augustin Aubert, Émile Loubon, Félix Ziem, Dominique Papety et Adolphe Monticelli. Il encourage Paul Guigou dans ses débuts.
Il expose pour la première fois à Marseille en 1836. Disciple de Jules Dupré, il reprend les motifs de l'école de Barbizon comme Les Baigneuses (musée des beaux-arts de Marseille) qui inspirera plus tard Paul Cézanne.

## Œuvres dans les collections publiques
- Aix-en-Provence, musée Granet :
  - La Sainte-Victoire et le hameau des Bonfillons, huile sur toile ;
  - Pins dans la campagne d'Aix, huile sur toile ;
  - Le Cochonnier, huile sur toile.
  - Fontaine à Apt, 1846, huile sur bois, 76 × 59 cm[4]
- Marseille :
  - musée des beaux-arts de Marseille :
    - Les Baigneuses, dessin[5] ;
    - Les Baigneuses, huile sur toile[6].

  - musée Grobet-Labadié :
    - Village au pied d'une montagne, dessin[7] ;
    - Bord de mer, dessin[8] ;
    - Fileuse, dessin[9] ;
    - Font de Camares, dessin[10] ;
    - Intérieur de l'église Saint-Fulcrand à Lodève, dessin[11] ;
    - Bord de la Durance, huile sur toile[12] ;
    - La Barthelasse à Avignon, dessin[13] ;
    - La Bergère, dessin[14] ;
    - La cathédrale de Béziers, dessin[15] ;
    - La Charrette, dessin[16] ;
    - Les Giraud en Camargue, dessin[17] ;
    - Paysanne au grand chapeau, dessin[18] ;
    - Paysanne de dos vêtue d'une mante, dessin[19] ;
    - Paysanne et son âne, dessin[20] ;
    - Paysans près de leurs charrettes à Lumières, dessin[21] ;
    - Près de Clermont l'Hérault', dessin'[22] ;
    - Rue à Cernay, dessin[23] ;
    - Tour de Villeneuve-lez-Avignon, dessin[24].

  - Conseil Régional :
    - Camargue, huile sur toile, 97 × 130 cm[4]
- Toulon, musée d'art de Toulon : Paysage avec lavandières, huile sur toile.

## Galerie

Œuvres de Prosper Grésy
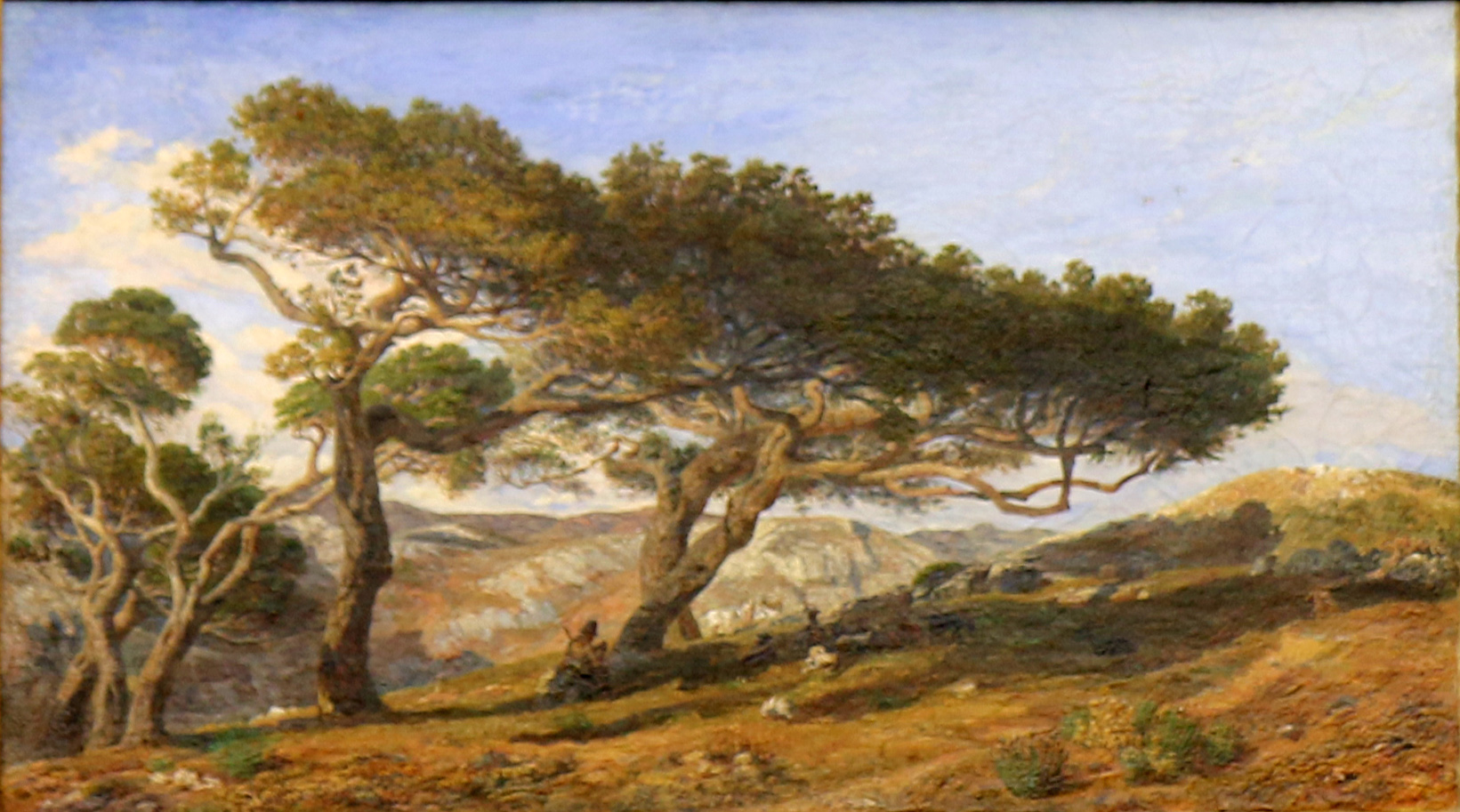
Pins dans la campagne d'Aix, Aix-en-Provence, musée Granet
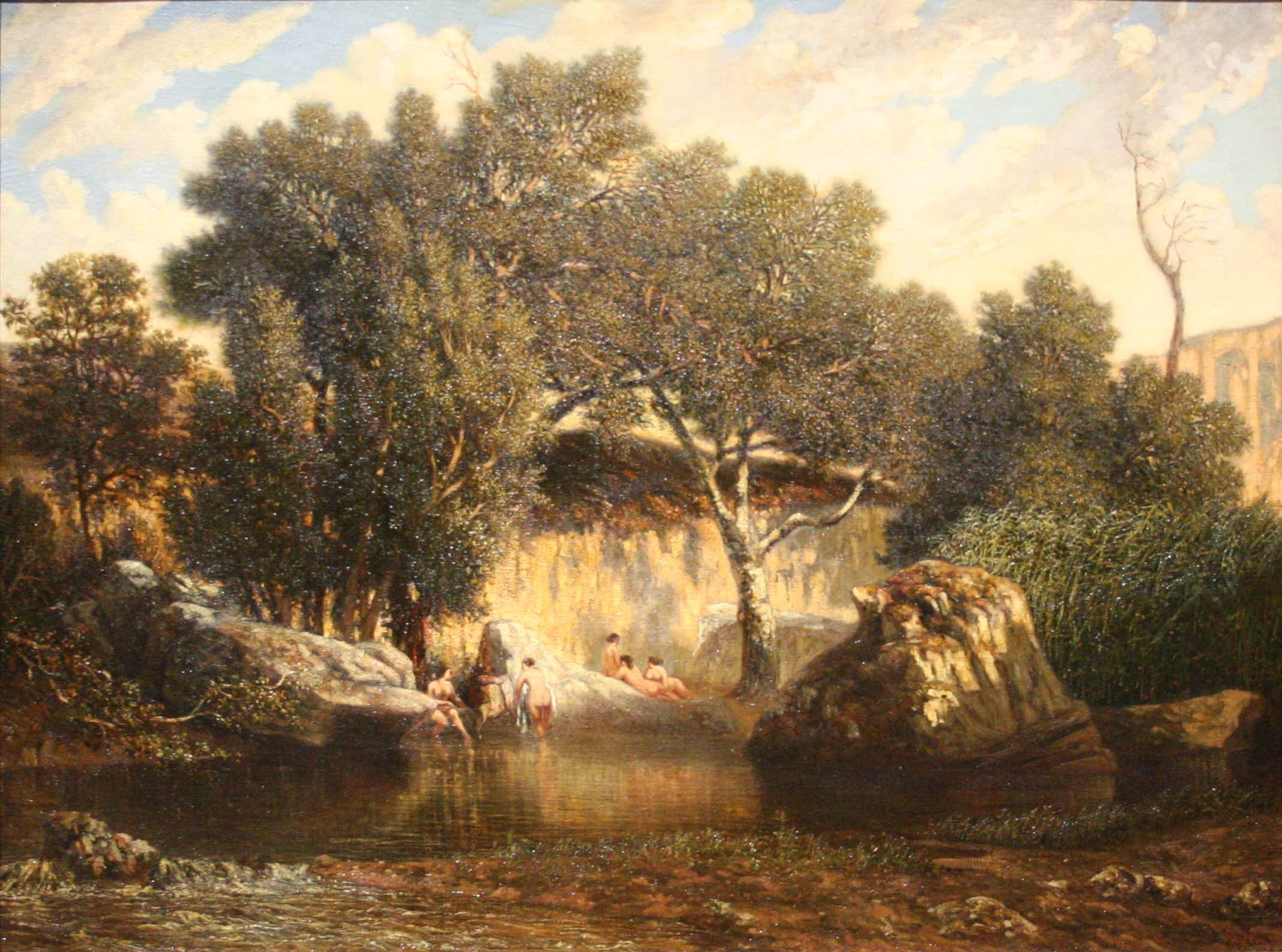
Les Baigneuses, Marseille, musée des beaux-arts.
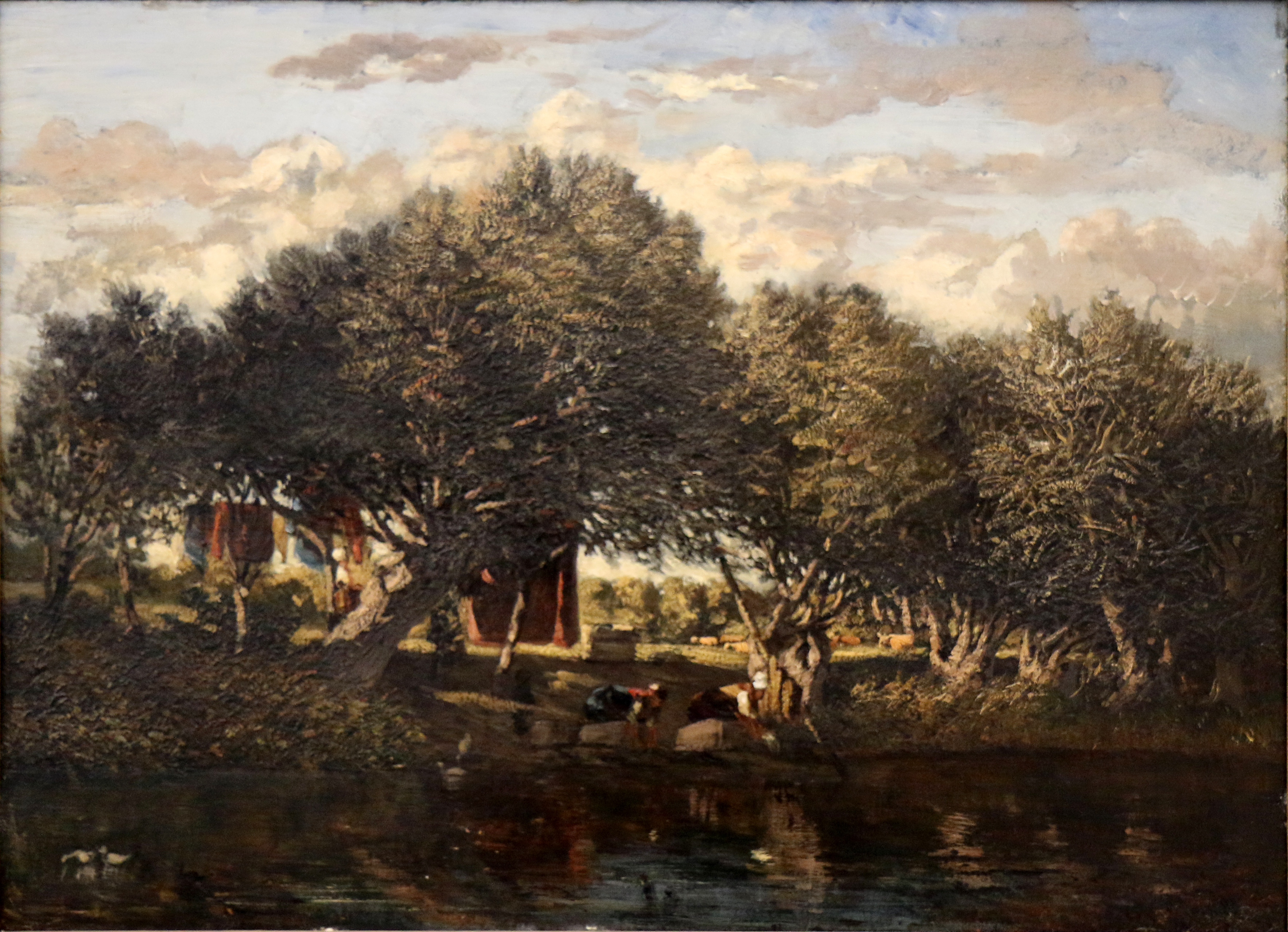
Paysage avec lavandières, Toulon, musée d'art.